# Jans

Jans este o comună în departamentul Loire-Atlantique, Franța. În 2009 avea o populație de 1,035 de locuitori.